# Huo (État)
Pour les articles homonymes, voir Huo.
XIe siècle av. J.-C. – 661 av. J.-C.
L'état de Huo était un état vassal en Chine, qui a duré de la dynastie des Zhou occidentaux aux premières années de la période des printemps et des automnes.
Après la fondation des Zhou de l'Ouest et le renversement de la dynastie Shang, Shuchu (zh) (霍叔處), un frère du roi Wu de Zhou, fut envoyé pour fonder une colonie à Huo. L'un des principaux objectifs de ce fief était de contrôler l'ancienne patrie de la dynastie Shang, qui formait les Trois Gardes avec les États de Cai et de Guan (en).
Cependant, après la mort du roi Wu et la régence du duc de Zhou, les Trois Gardes s'associent aux dirigeants Shang et lancent une révolte contre la cour de Zhou. Cette révolte a été vaincue et Shuchu a été dépouillé de ses titres et rétrogradé au rang de roturier. Par la suite, cependant, les terres de Huo ont été données au fils de Shuchu, poursuivant ainsi le règne de leur branche, qui durera jusqu'en 661 av. J.-C., lorsque l'État fut annexé par Jin.

## Liste des souverains de Huo
- Huo Shuchu (zh)
- Huo Houjiu
- Huo Gongqiu